# Bob DeMeo
Bob DeMeo (auch Bob Demeo, * 22. Juli 1955 in New York City; † 12. Februar 2022 ebenda) war ein US-amerikanischer Jazzmusiker (Schlagzeug).
DeMeo wurde in den frühen 1980er-Jahren Studiomusiker des Labels Blue Note Records; daneben entstanden erste Aufnahmen in New York mit Artie Simmons and The Jazz Samaritans. Er begleitete in den Aufnahmestudios Künstler wie George Benson, Nancy Wilson und Jon Hendricks. Anschließend zog er nach Paris, wo er zehn Jahre lang an der Seite von Michel Graillier und Hal Singer arbeitete. Des Weiteren spielte DeMeo mit dem Pianisten Jacky Terrasson am Beginn dessen Karriere. Im Bereich des Jazz war er laut Tom Lord zwischen 1980 und 1997 an sechs Aufnahmesessions beteiligt, u. a. auch mit Julie Monley und Kerem Gorsev (Relaxing, mit Eric Revis). Aufnahmen entstanden außerdem mit dem Sedition Ensemble (Regeneration Report, 1981) und mit Bobby Few. Nach seiner Rückkehr nach New York trat er in Jazzclubs wie dem Smalls auf; dort leitete er 2015 ein eigenes Quartett mit Grant Stewart, Neal Kirkwood und Tyler Mitchell.